# أكاديمية أخبار اليوم
أكاديمية أخبار اليوم هي جامعة خاصة في مصر تأسست عام 1999، تقدم برامج دراسية في تخصصات الهندسة والحاسبات والمعلومات والإعلام والتجارة ويوجد بها مطابع إعلامية وتجارية متطورة على مستوى الشرق الأوسط.

وتعد من احدي المعاهد المصرية الهندسية المعتمده من قبل نقابة المهندسيين

## التخصصات

### تخصص هندسة وينقسم إلى
- هندسة حاسبات.
- هندسة اتصالات.
- هندسة صناعية.
- هندسة الإنتاج وتكنولوجيا الطباعة.
- هندسة الميكاترونيات.

### تخصص حاسبات ومعلومات وينقسم إلى
- علوم الحاسب.
- نظم المعلومات.

### تخصص إعلام وينقسم إلى
- صحافة.

### تخصص تجارة وينقسم إلى
- إدارة.
- محاسبة.[5][6]